# Francesco Castellalto
Francesco Castellalto (Telve, 1480 – Trento, 29 novembre 1554) è stato un militare italiano.

## Biografia
Figlio di Francesco e Gertrude Anich de Courtäsch, apparteneva all'importante casato dei Castellalto, ramo della famiglia dei signori di Telve, che controllava parte della Valsugana dal castello omonimo. Suo padre fu vicecapitano a Castel Ivano e luogotenente a Castel Telvana: per questo fin da piccolo fu indirizzato alla carriera militare e inviato ancora ragazzo alla corte di Massimiliano I d'Asburgo, di cui i Castellalto erano feudatari.
Nel 1509 partecipò alla guerra della lega di Cambrai sotto le insegne imperiali. Tra il 1512 e il 1517 fu capitano d'artiglieria principalmente a Verona dove si distinse comandando scorrerie in territorio veneto contro i possedimenti della Serenissima che portarono anche all'assedio di Padova e di Mestre. In seguito tornò nei suoi possedimenti in Trentino.
Il 16 gennaio 1519 fu tra i dignitari invitati a Wels per il funerale di Massimiliano I e poco tempo dopo fu inviato in Spagna dai reggenti del Tirolo per chiedere al nuovo imperatore, Carlo V, sgravi fiscali e conferma delle autonomie locali. Alla corte del re spagnolo, Francesco si fece notare dal sovrano che dopo aver soddisfatto le richieste della comunità tirolese, lo mandò a reclutare fanti in Germania. Egli riuscì a reclutare più di 3.000 lanzichenecchi alla testa dei quali il 23 ottobre 1520 partecipò alla solenne incoronazione imperiale ad Aquisgrana. Nel 1521 reclutò altri 6.000 lanzi e mosse verso Milano per scacciare i Francesi cosa che gli riuscì solo a dicembre di quell'anno. Il 27 aprile 1522 partecipò sempre a capo dei lanzichenecchi alla giornata della Bicocca che segnò una clamorosa sconfitta per l'esercito francese in Lombardia.
Dopo la sconfitta definitiva dei francesi a Pavia che aveva posto fine alla guerra franco-imperiale in Lombardia, Francesco di Castellalto tornò in Trentino dove però, dopo poco tempo, scoppiò la rivolta contadina. Egli fu da subito fervente sostenitore del potere vescovile e imperiale della regione, tanto che il vescovo di Trento Bernardo Clesio lo nominò il 15 maggio 1525 luogotenente generale del principato, insieme al capo dei lanzi Georg Frundsberg. Dopo la fuga del vescovo e i tumulti scoppiati a Trento egli arringò la folla e riuscì ad assumere il controllo della città che si dichiarò fedele al vescovo. Visto l'ottimo lavoro svolto, ricevette anche l'investitura di commissario imperiale dall'arciduca Ferdinando I d'Asburgo e partecipò con questo titolo all'assemblea di Merano ai primi di giugno, in cui si discusse la strategia per affrontare il problema. Vista la mancanza di truppe si decise di perseguire inizialmente una linea morbida, per poi sedare con forza la rivolta non appena fossero arrivati abbastanza uomini. In quest'ottica Francesco Castellalto inizialmente viaggiò tra le valli per tenere a bada i contadini senza ricorrere alle armi poi, appena arrivarono le truppe necessarie, tra agosto e settembre comandò una forte repressione prima in Valsugana, poi a Sporo a capo di 1000 fanti italiani, e in seguito di nuovo in Valsugana che fu messa a ferro e fuoco. La brutalità della repressione sembra avesse provocato dei rimorsi nel Castellalto che però furono arginati dalle pressioni di vescovo e arciduca. Una volta sedate le sommosse partecipò ai processi contro i ribelli che si svolsero tra il 1526 e il 1527, mostrando una certa moderazione.
A seguito dei successi conseguiti nella repressione delle rivolte contadine fu nominato capitano di Trento, ma continuò comunque nel suo compito di reclutatore per l'imperatore. Nel 1527 riuscì a radunare 8.000 fanti da inviare in Ungheria contro i Turchi, l'anno successivo 6.000 fanti per l'Italia, dove i Veneziani e i Francesi si erano di nuovo coalizzati contro gli Asburgo e nel 1529 di nuovo altri fanti per la guerra contro i Turchi.
Come capitano di Trento e rappresentante del potere imperiale partecipò a alcune sessioni iniziali del concilio che si svolse nella città a partire dal 1545. Egli era anche responsabile della sicurezza dei numerosi e importanti prelati ospiti nella città. In quest'ottica si inserisce l'intervento militare che guidò per fermare un esercito protestante della lega di Smalcalda, capitanato dal duca di Württemberg, che stava marciando attraverso il Tirolo puntando su Innsbruck. Francesco di Castellalto mosse nel luglio del 1546 con un buon numero di fanti contro i protestanti che avevano occupato la chiusa di Ehrenberg, la prese il 7 settembre e tornò a Trento solo a novembre dopo aver pacificato e fortificato la zona.
Francesco Castellalto morì il 29 novembre 1554 a Trento e con lui si estinse anche la sua famiglia in quanto non ebbe figli né dalla prima moglie Fuchsin di Fuchsberg né dalla seconda Elisabetta di Thun. Fu sepolto nella tomba di famiglia nella chiesa parrocchiale di Telve.